# Bone Cabin Quarry

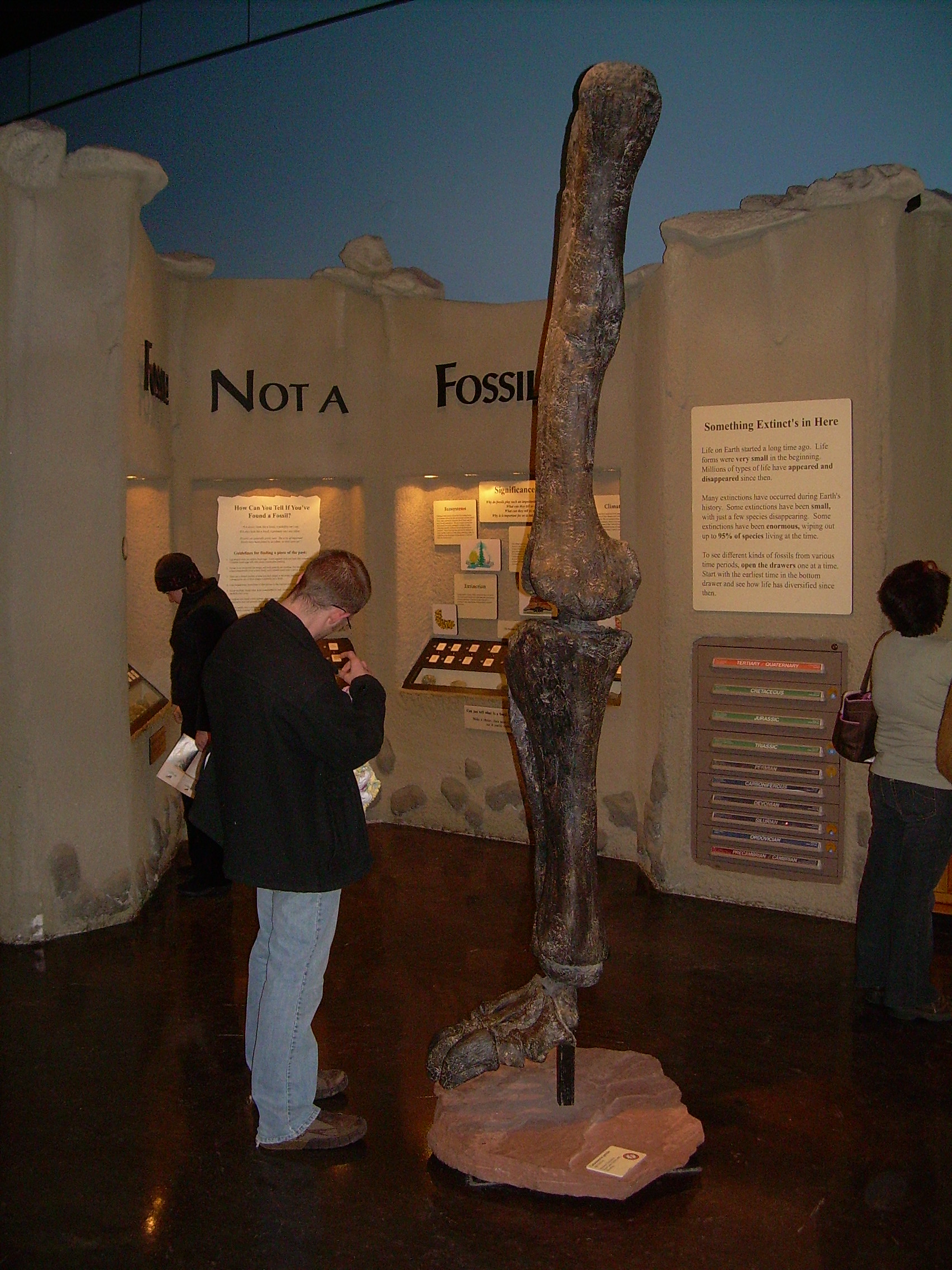
Kostra nohy sauropodního dinosaura druhu Camarasaurus grandis z lokality Bone Cabin Quarry

Bone Cabin Quarry ("lom u kostěné chatrče") je proslulá paleontologická lokalita, ležící asi 25 kilometrů severně od města Laramie ve Wyomingu (USA). Nedaleko leží historické místo Como Bluff. 

## Dějiny
V roce 1897 objevil na tomto místě americký paleontolog Walter W. Granger ohromné množství fosilního materiálu velkých dinosaurů, žijících zde v období svrchní jury (asi před 150 miliony let). Nedaleko stojící stavení místního pasáčka ovcí bylo dokonce celé postaveno z těchto dinosauřích kostí (odtud název). V červnu roku 1898 zde začaly pravidelné vykopávky a setkaly se s velkým úspěchem. Každou sezonu až do roku 1905 byly odtud vyváženy desítky tun fosilního materiálu, směřujícího do Amerického přírodovědeckého muzea. Mezi nejznámější rody dinosaurů, popsané z této lokality, patří zejména Allosaurus, Apatosaurus a Stegosaurus.

## Galerie

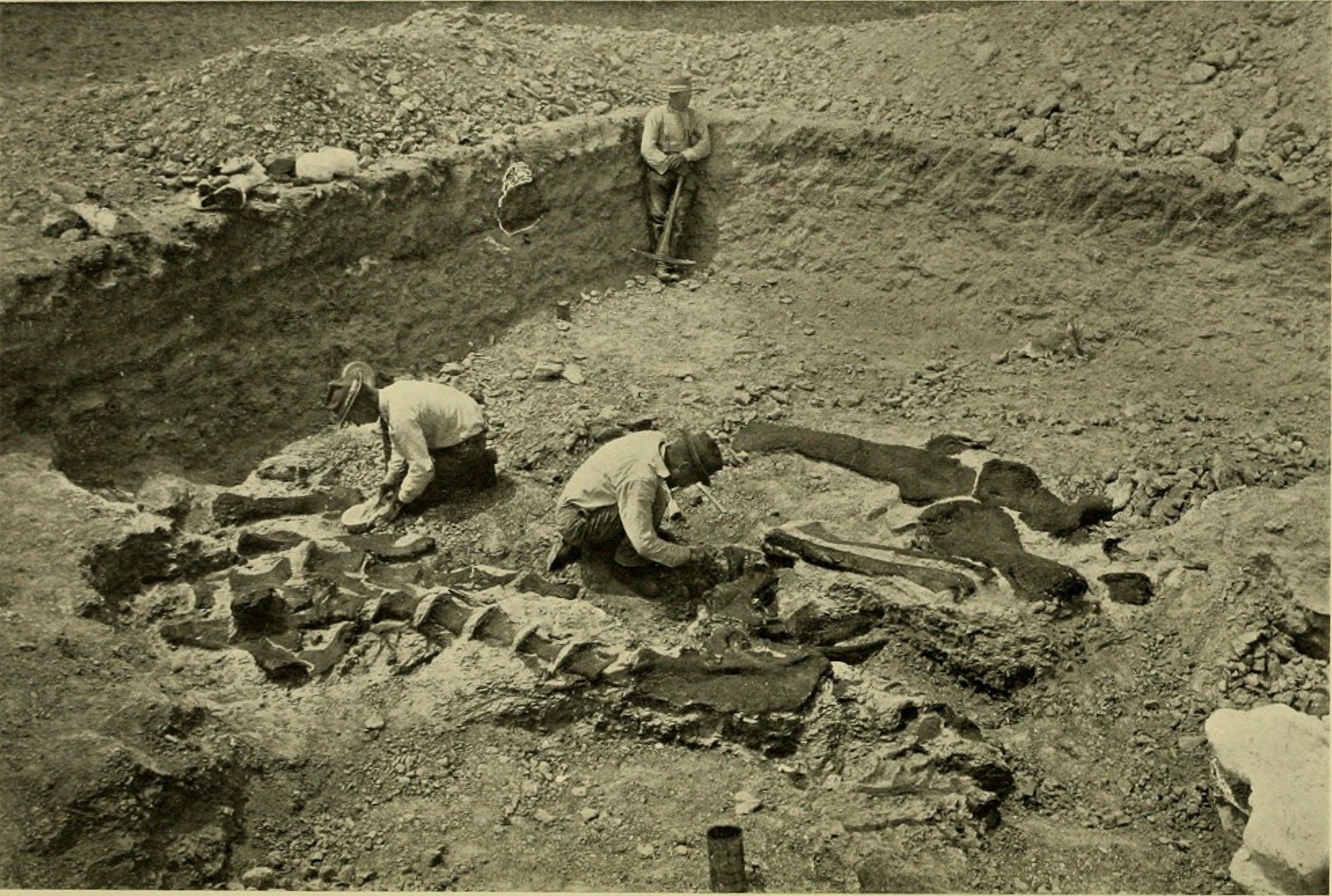
Zahájení vykopávek v roce 1898
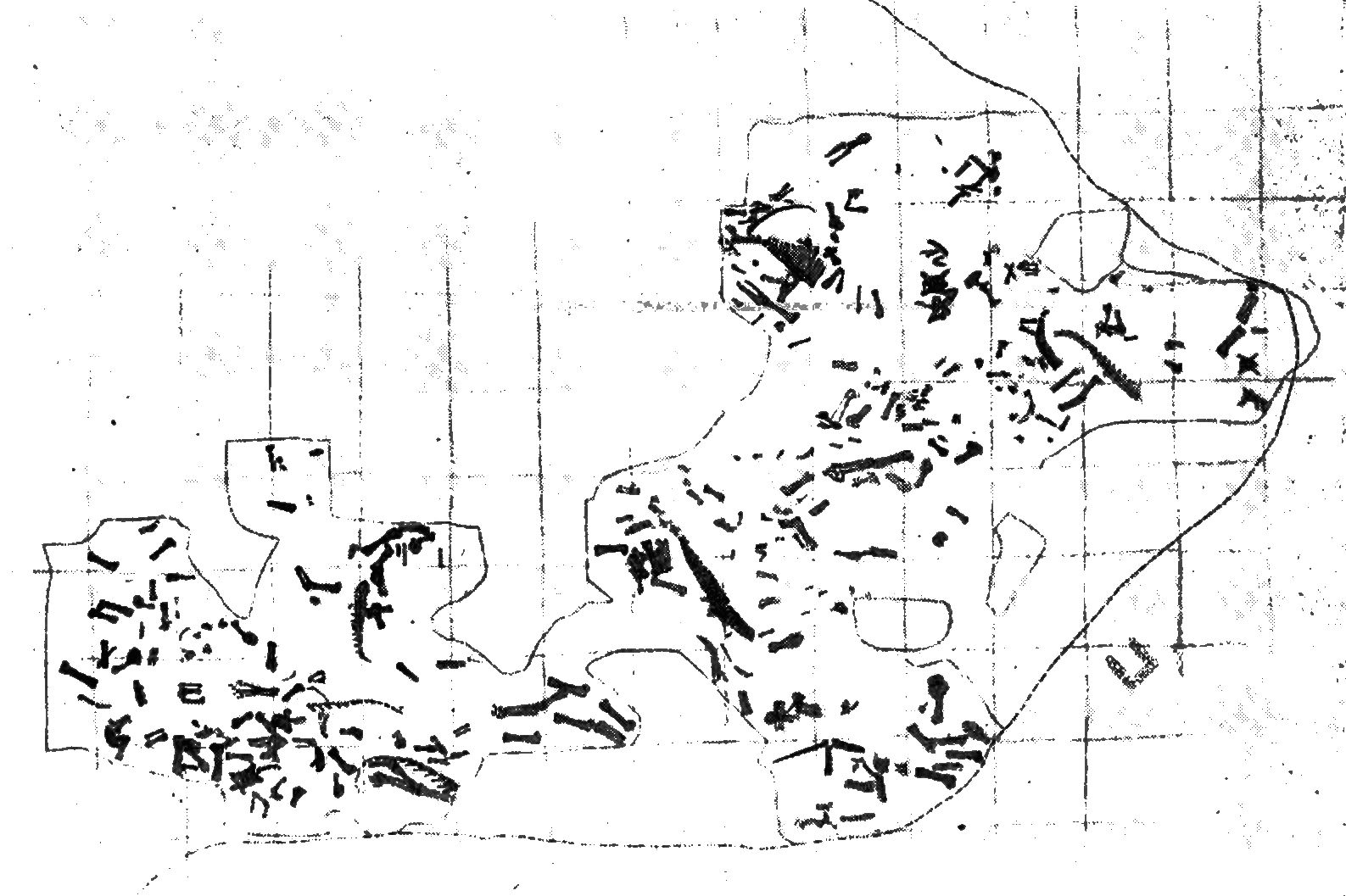
Plánek lokality z roku 1905
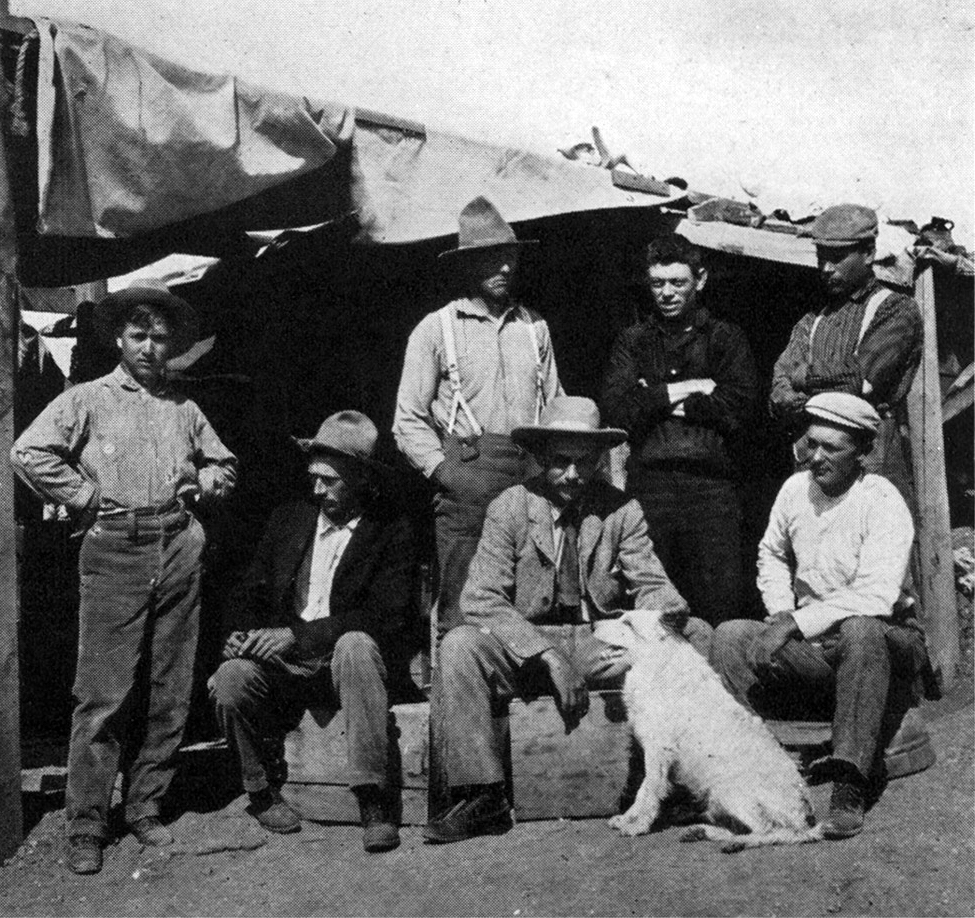
Skupina badatelů na snímku z r. 1899, první zleva W. W. Granger
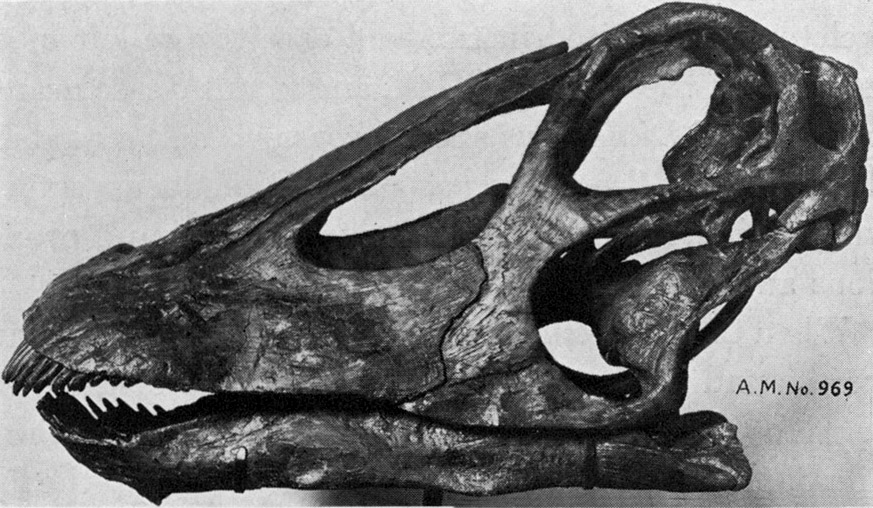
Lebka dinosaura druhu Diplodocus longus